# Phyllophorella dohrni
Phyllophorella dohrni är en insektsart som beskrevs av Kästner 1933. Phyllophorella dohrni ingår i släktet Phyllophorella och familjen vårtbitare. Inga underarter finns listade i Catalogue of Life.